# Serra Grossa
Serra Grossa este o arie protejată (arie specială de conservare — SAC, sit de importanță comunitară — SCI) din Spania întinsă pe o suprafață de 1.175,53 ha, integral pe uscat.

## Localizare
Centrul sitului Serra Grossa este situat la coordonatele 38°55′23″N 1°22′25″E / 38.9231°N 1.3735°E.

## Înființare
Situl Serra Grossa a fost declarat sit de importanță comunitară în iulie 2000 pentru a proteja 1 specie de plante și 8 specii de animale. Situl a fost protejat și ca arie specială de conservare în iulie 2020.

## Biodiversitate
Situată în ecoregiunea mediteraneană, aria protejată conține 2 habitate naturale: Pseudostepă cu ierburi și specii anuale de Thero-Brachypodietea, Tufărișuri termo-mediteraneene și de pre-deșert.
La baza desemnării sitului se află mai multe specii protejate:
- plante (1): Genista dorycnifolia
- păsări (6): pasărea ogorului (Burhinus oedicnemus), ciocârlie-cu-degete-scurte (Calandrella brachydactyla), caprimulg (Caprimulgus europaeus), Galerida theklae, turturică (Streptopelia turtur), Sylvia sarda balearica
- mamifere (1): liliacul mic cu potcoavă (Rhinolophus hipposideros)
- reptile (1): Podarcis pityusensis